# Nàng Bạch Tuyết và bảy chú lùn
"Nàng Bạch Tuyết và bảy chú lùn" hay còn gọi là Bạch Tuyết (Tiếng Anh: Snow White hay Snow White and seven dwarfs), là một câu chuyện cổ tích của Đức thế kỷ XVIII mà ngày nay đã được biết đến rộng rãi trên khắp thế giới phương Tây. Anh em nhà Grimm đã xuất bản truyện vào năm 1812 trong ấn bản đầu tiên của bộ sưu tập Truyện cổ Grimm của họ và được đánh số là Truyện thứ 53. Tựa gốc tiếng Đức là Sneewittchen, một dạng tiếng Hạ Đức, nhưng phiên bản đầu tiên có bản dịch tiếng Cao Đức là Schneeweißchen, và câu chuyện đã được biết đến bằng tiếng Đức dưới dạng hỗn hợp Schneewittchen. Nhà Grimm hoàn thành bản sửa đổi cuối cùng của câu chuyện vào năm 1854.
Truyện cổ tích có các yếu tố như chiếc gương thần, quả táo bị nhiễm độc, quan tài thủy tinh, và các nhân vật của Nữ hoàng độc ác và Bảy chú lùn. Bảy chú lùn lần đầu tiên được đặt tên riêng trong vở kịch Nàng bạch tuyết và bảy chú lùn trên sân khấu Broadway năm 1912 và sau đó được đặt những tên khác nhau trong bộ phim Nàng bạch tuyết và bảy chú lùn năm 1937 của Walt Disney. Câu chuyện Grimm, thường được gọi là "Snow White", không nên nhầm lẫn với câu chuyện "Snow-White and Rose-Red" (tiếng Đức "Schneeweißchen und Rosenrot", tiếng Việt "Bạch Tuyết và Hồng Hoa"), một câu chuyện cổ tích khác do Anh em nhà Grimm sưu tầm .
Trong phân loại văn học dân gian Aarne – Thompson, những câu chuyện thuộc loại này được nhóm lại thành loại 709, Snow White. Những chuyện khác thuộc loại này bao gồm  "Bella Venezia", "Myrsina", "Nourie Hadig", "Gold-Tree and Silver-Tree", "The Young Slave", và "La petite Toute-Belle".

## Lịch sử
Vào năm 1812, trong hợp tuyển Truyện cho thiếu nhi và gia đình (Kinder- und Hausmärchen) mà anh em Grimm san hành tại Đức, đoản thiên Công chúa Bạch Tuyết (Schneeweißchen / Schneewittchen) được đánh số hiệu ATU 709. Nhan đề này khiến độc giả bị sót lầm trong thời gian rất dài bởi sự gần giống truyện Bạch Tuyết và Hồng Hoa cũng của anh em Grimm. Bởi vậy, hậu thế thường đặt cho tác phẩm tục danh Nàng Bạch Tuyết và bảy chú lùn (Schneewittchen und die sieben Zwerge), mặc dù theo kết cấu truyện thì bảy chú tí hon có vai trò rất phụ.
Năm 1845, tác gia Ludwig Bechstein đã đưa truyện này vào trứ tác Dân thoại Đức của ông và đánh số hiệu 1845 Nr. 60.

## Nội dung

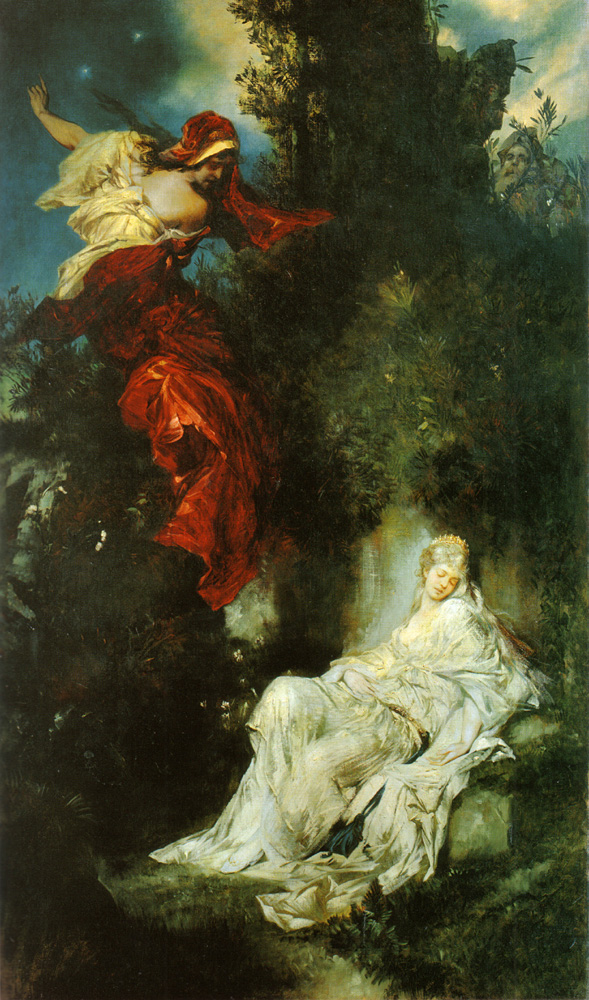
Nhân vật phản diện trong truyện ngụ ngôn Nữ hoàng xấu xa với nhân vật chính là Bạch Tuyết như được mô tả trong The Sleeping Snow White của Hans Makart (1872)

- Mùa đông, hoàng hậu ngồi thêu bên cửa sổ, bất giác kim đâm vào ngón tay, bà liền ước sinh được mụn con gái "da trắng như tuyết, môi đỏ như máu, tóc đen như gỗ khung cửa".
- Ít lâu sau, điều ước thành hiện thực. Bà sinh được một cô con gái, đặt là Bạch Tuyết, nhưng bà mất ngay khi vừa sinh ra Bạch Tuyết.
- Qua năm sau, đức vua tái giá với một phu nhân trẻ và phong bà làm hoàng hậu. Bà ta có một cái gương thần và thường hỏi nó xem ai là người đẹp nhất trên đời. Gương thần nói rằng bà là người đẹp nhất.
- Năm công chúa Bạch Tuyết lên bảy, gương thần nói rằng công chúa Bạch Tuyết đẹp hơn hoàng hậu. Bà ta liền sai một thợ săn dụ công chúa vào rừng giết đi.
- Người thợ săn động lòng trước hoàn cảnh của công chúa. Ông ta bảo nàng trốn vào trong rừng, sau đó lại giết một con lợn rừng lấy tim gan về dâng lên hoàng hậu.
- Công chúa Bạch Tuyết chạy mãi, cuối cùng tới nhà bảy chú lùn bên kia rừng. Cô được họ cho ở nhờ và giữ nhà cho họ lên núi khai mỏ.
- Hoàng hậu tin rằng công chúa đã chết. Bà ta bèn hỏi gương thần, nhưng được đáp rằng nàng vẫn sống với bảy chú lùn.
- Bà ta liền đóng giả lái buôn, đem tặng Bạch Tuyết cái đai lưng. Cái đai thít chặt quá khiến nàng tắt thở mà lịm đi, may sao các chú lùn về cứu kịp.
- Lần sau bà ta lại tặng một chiếc lược. Lược vừa chải mái tóc thì Bạch Tuyết lịm đi, lần này các chú lùn lại về giải thoát được.
- Lần chót, bà ta đóng giả làm một mụ nhà quê. Mụ tặng cho Bạch Tuyết một quả táo đỏ au, nàng vừa cắn miếng đã lịm đi. Các chú lùn về thì không kịp nữa.
- Bảy chú lùn bèn táng công chúa trong một cỗ quan tài pha lê. Họ rước lên núi hành lễ khâm liệm, trông nàng vẫn tươi thắm như còn sống.
- Tình cờ có chàng hoàng tử đi qua, siêu lòng trước nhan sắc Bạch Tuyết, chàng bèn xin các chú lùn cho đoàn tùy tùng của mình rước quan tài về.
- Đoàn tùy tùng của hoàng tử rước quan tài trong rừng bị vấp khiến thi hài công chúa giật nảy, miếng táo trong miệng hắt ra, nàng choàng tỉnh.
- Hoàng tử mừng rỡ, chàng liền đưa nàng về hoàng cung cử hành hôn lễ.
- Hoàng hậu cũng tới dự, nhìn thấy nhan sắc Bạch Tuyết còn kiêu sa hơn xưa bội phần, bà ta tức tối chửi đổng mấy câu.
- Đức vua vỡ lẽ ra mọi chuyện, ngài bèn bắt bà ta phải xỏ đôi hài sắt nung đỏ nhảy cho tới chết.

Hình minh họa của Franz Jüttner từ Sneewittchen (1905)
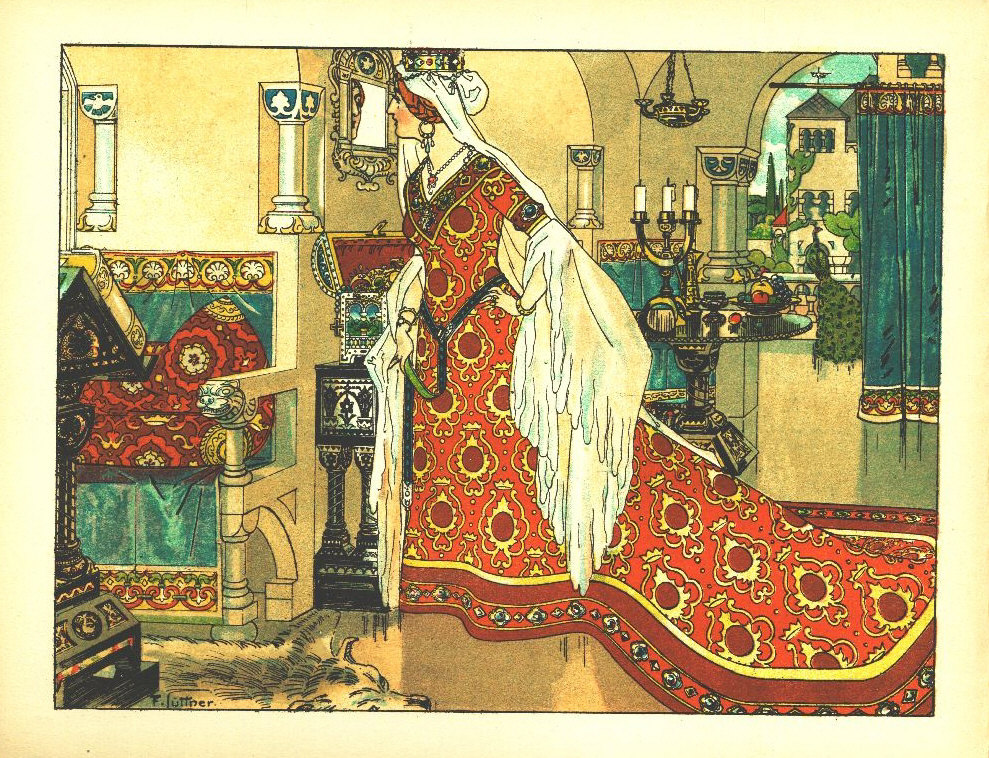
1. Nữ hoàng hỏi gương thần
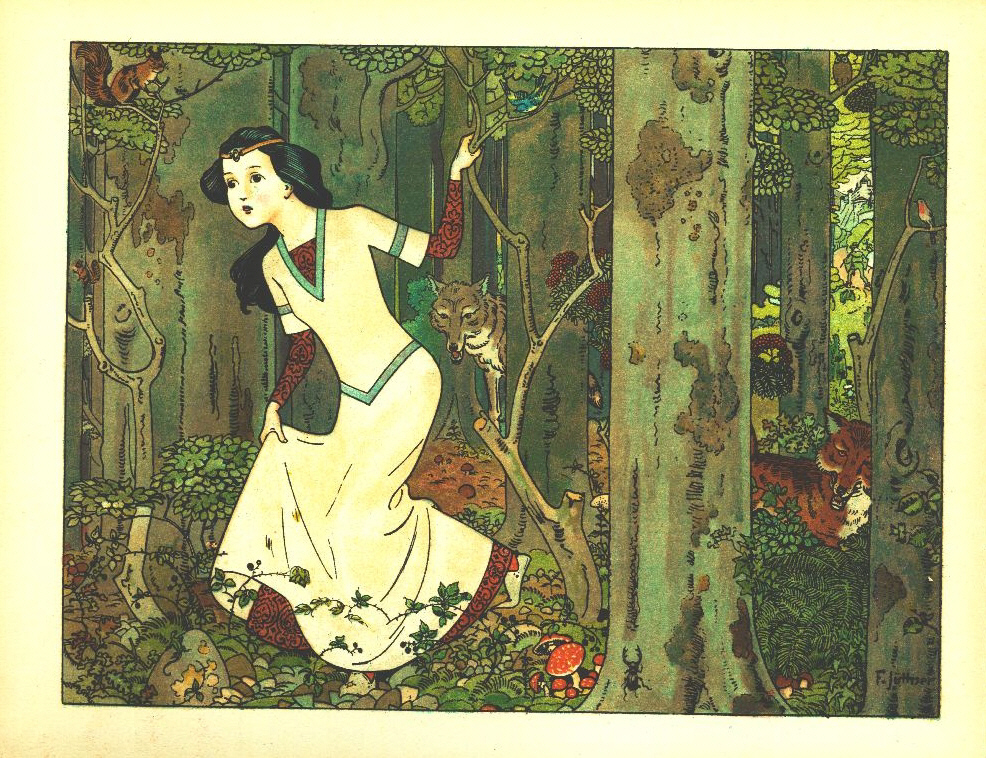
2. Bạch Tuyết trong rừng
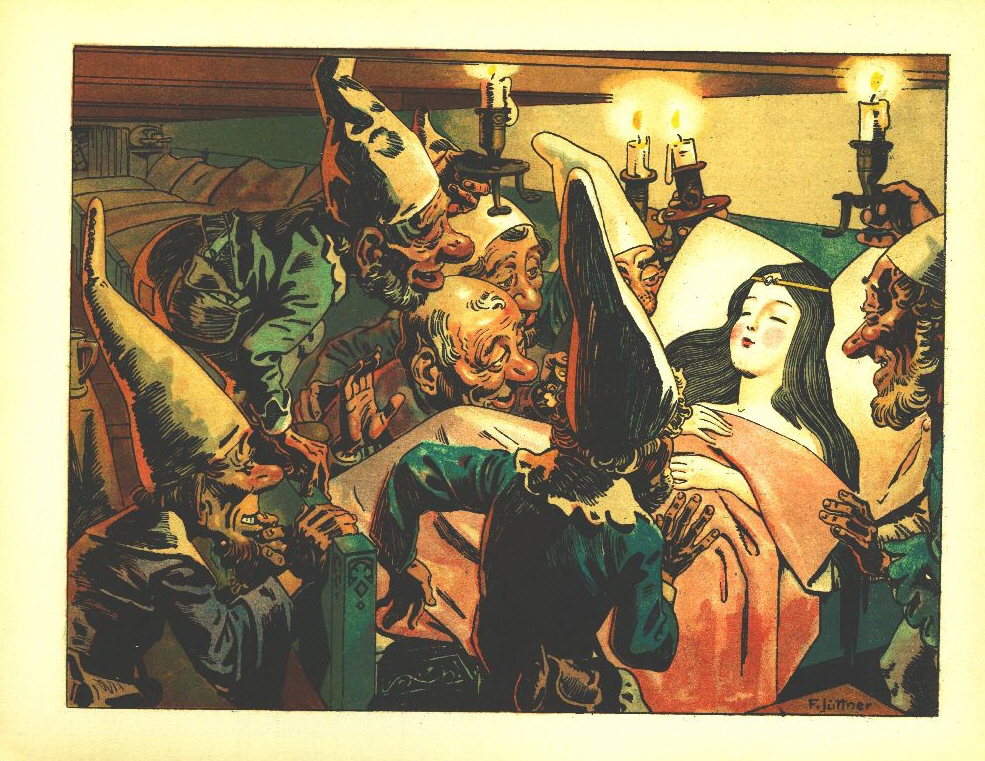
3. Những chú lùn tìm thấy nàng Bạch Tuyết đang ngủ
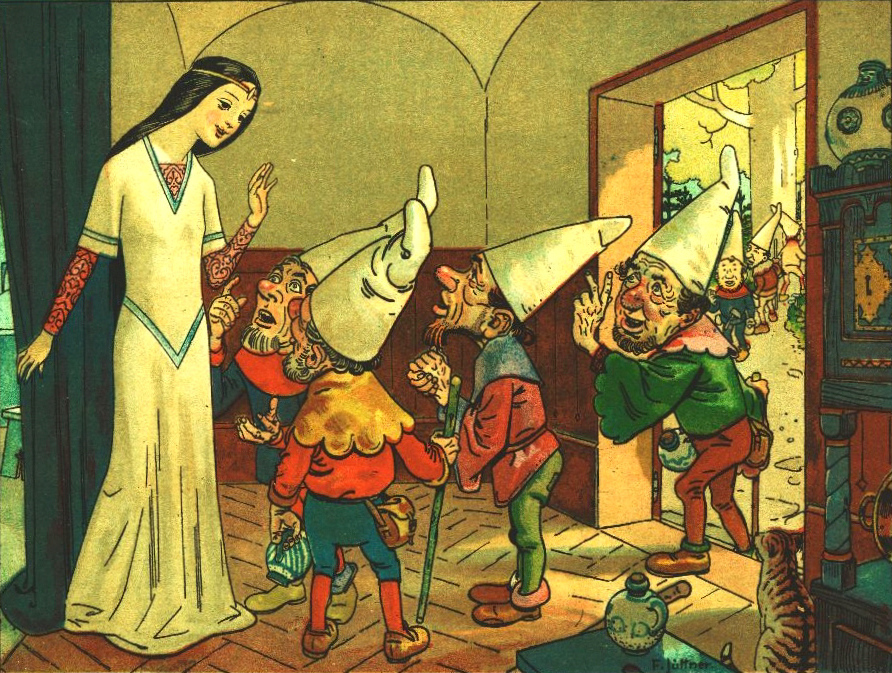
4. Những chú lùn để Bạch Tuyết phụ trách trông nhà
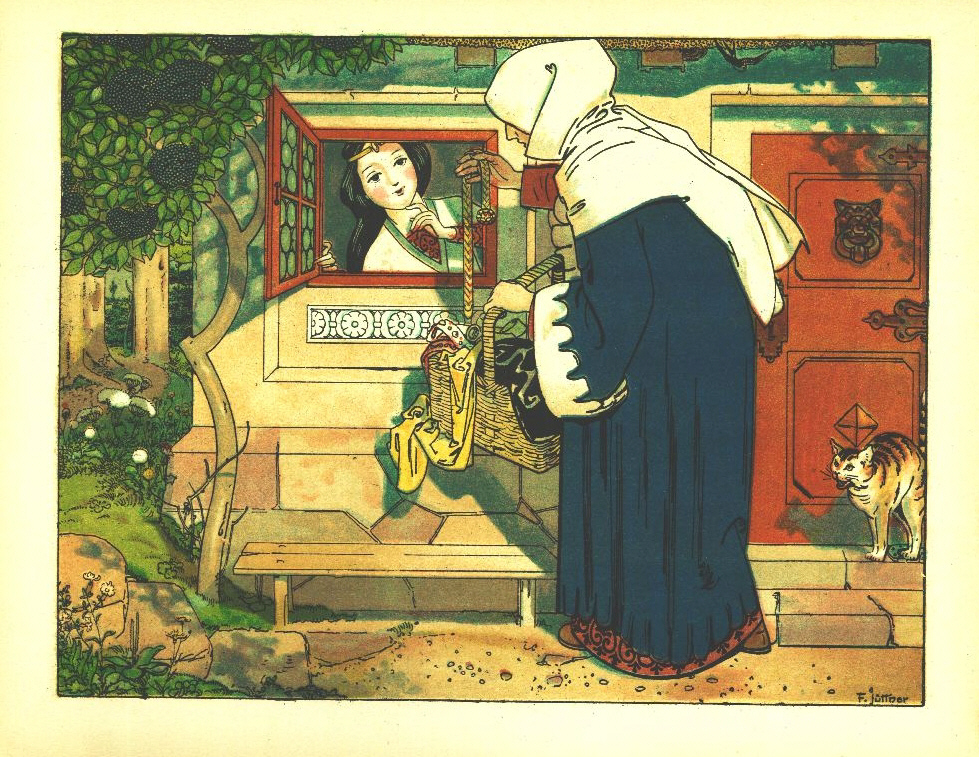
5. Nữ hoàng đến thăm Bạch Tuyết
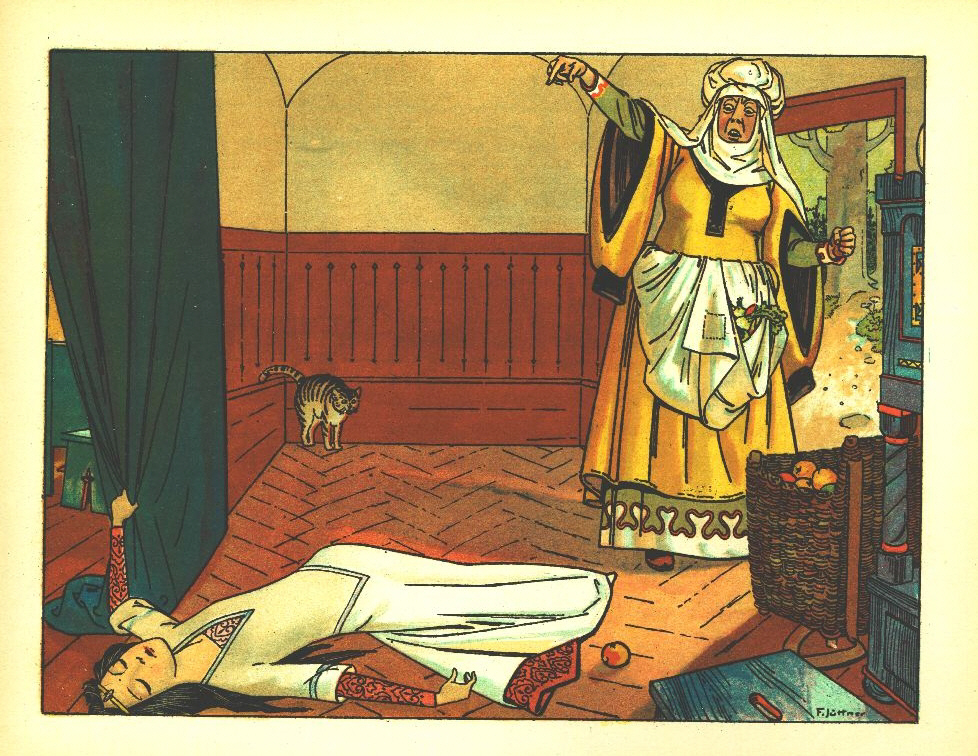
6. Nữ hoàng đầu độc Bạch Tuyết
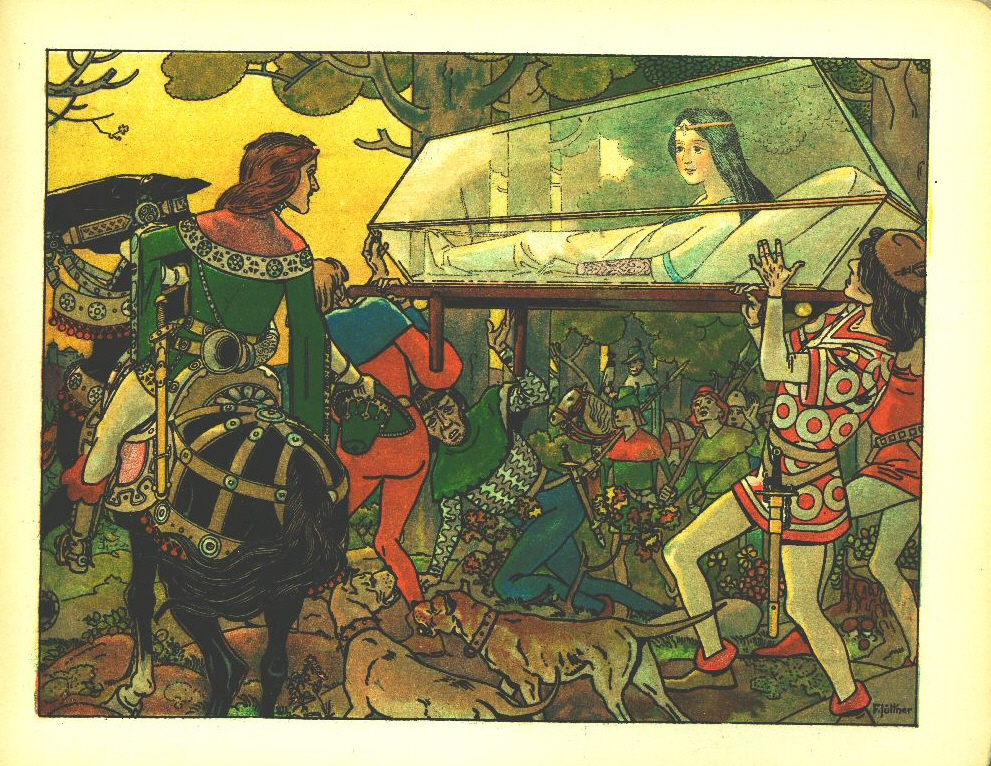
7.  Hoàng tử đánh thức Bạch Tuyết
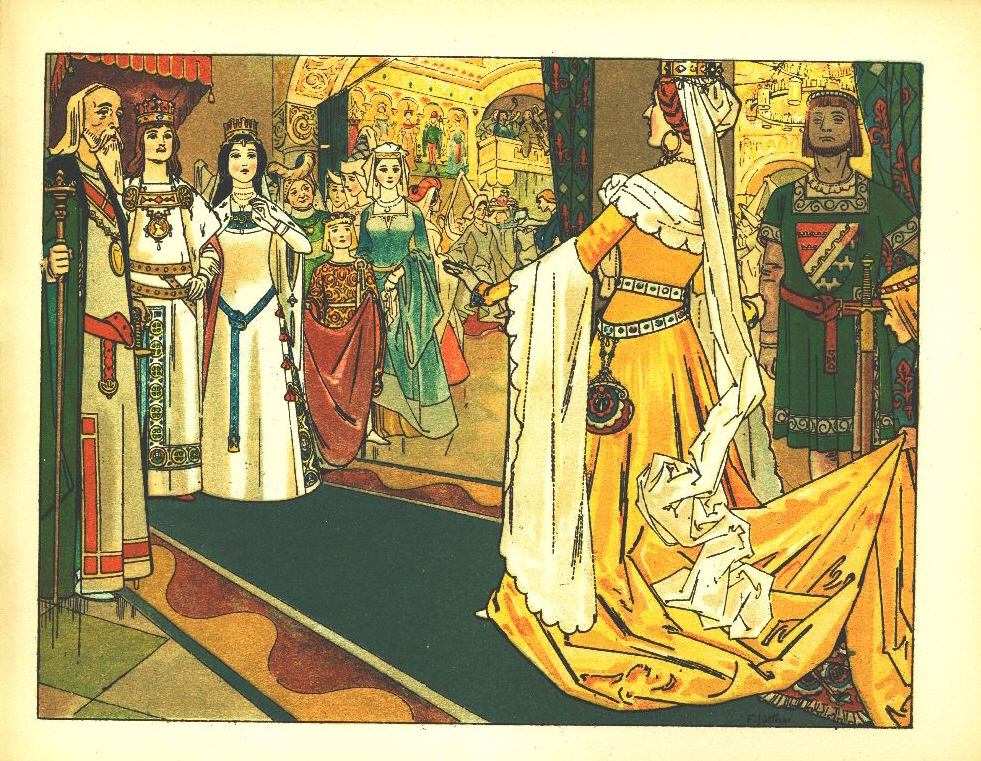
8. Nữ hoàng phát hiện và đối mặt với Bạch Tuyết trong đám cưới của cô

## Thi pháp
Trong khoảng hai thế kỷ kể từ thời điểm công bố, Nàng Bạch Tuyết và bảy chú lùn dường như là tác phẩm có kết cấu phức hợp và cũng trứ danh nhất của anh em Grimm. Không chỉ vậy, kiểu mẫu nàng Bạch Tuyết đã trở thành một hiện tượng đa văn hóa và liên văn bản. Đó là sự phối hợp tri thức và nhận thức, sự kết tinh tâm lý học, xã hội học, lịch sử học, thần học, vũ trụ quan và tượng trưng chủ nghĩa.
Vả chăng, trong sự tập trung các hình thức tiếp cận văn hóa, hình tượng Bạch Tuyết là cảm hứng cho sự cách tân và phát triển mĩ thuật, văn chương, âm nhạc, sân khấu, điện ảnh và văn hóa đại chúng.

### Khởi nguyên
Ở hình thái sơ khai, truyện Công chúa Bạch Tuyết của anh em Grimm chỉ là sự tổng hợp các giai thoại hoặc ý tượng dân gian lâu đời tại Âu châu. Qua rất nhiều lần hiệu đính kể từ năm 1812, mãi tới năm 1857 mới có ấn bản được coi là chính thức và phổ thông nhất trong văn hóa đại chúng thế giới.
Theo khảo dị, đoản thiên Cây bách xù (Von dem Machandelboom) cũng do anh em Grimm sưu tầm tại Bắc Đức và đưa vào Truyện cho thiếu nhi và gia đình có thi pháp gần gũi truyện Công chúa Bạch Tuyết nhất. Diễn biến truyện tương tự truyền thuyết Tấm Cám tại Việt Nam, nhưng có tình tiết bà mẹ ngồi gọt táo dưới gốc bách xù, không ngờ cắt đứt tay, bà bèn ước sinh được bé trai "da trắng như tuyết và má hồng như máu" (ein Kind so rot wie das Blut und so weiß wie der Schnee), mà khi điều ước thành sự thực thì bà chết trên giường sinh.
Tuy nhiên, tình tiết này vốn dĩ khá phổ biến trong huyền thoại dân gian Âu châu trung đại. Trong sử thi Táin Bó Cúailnge xuất hiện thế kỷ I SCN có chép truyện giai nhân Derdriu thấy con quạ rỉa miếng mồi tươi trên nền tuyết bèn bảo dưỡng phụ rằng, nàng chỉ phải lòng ai "mái tóc màu lông quạ, làn da màu tuyết và gò má màu máu" (gruaig chomh dubh le fiach, craiceann chuing ban le sneachta, agus leicne chomh dearg le fuil). Và đó là chàng thợ săn Noisiu.

### Ý tưởng
Theo học giới, các biểu tượng trọng yếu trong truyện Công chúa Bạch Tuyết lần lượt là quả táo độc, số 7, các chú lùn, chiếc gương, đai lưng, cái lược, các màu tương phản đen-đỏ-trắng, giọt máu và mùa đông. Ngoài ra, còn phải kể đến hình tượng bà mẹ kế cũng như giấc ngủ say như chết có mẫu gốc ở Mĩ nhân say ngủ.

## Phương tiện truyền thông

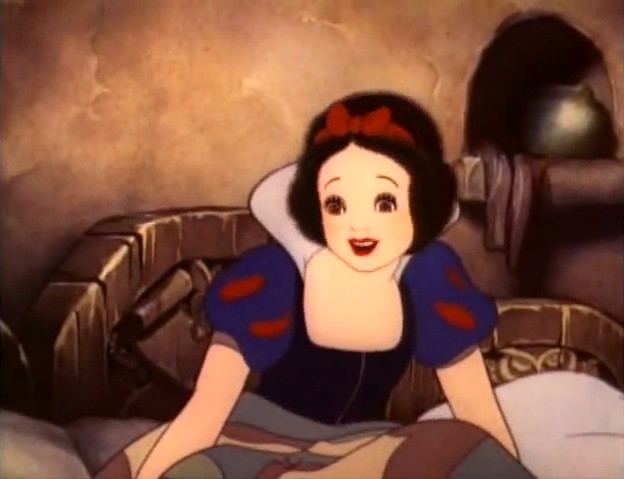
Bạch Tuyết trong đoạn giới thiệu Bạch Tuyết và bảy chú lùn của Walt Disney (1937)

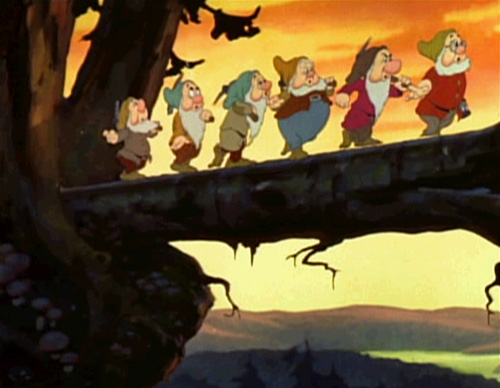
Bài vè "Heigh-Ho" nổi tiếng từ phiên bản chuyển thể năm 1937

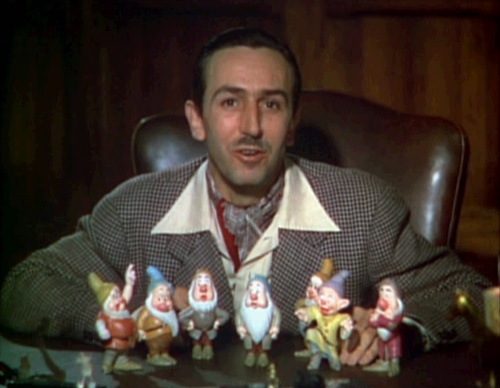
Walt Disney giới thiệu Bảy chú lùn trong đoạn giới thiệu phim Bạch Tuyết và bảy chú lùn (1937)

### Phim chiếu rạp chiếu - Người đóng
- Bạch Tuyết (1902), một bộ phim câm đã thất lạc được thực hiện vào năm 1902. Đây là lần đầu tiên câu chuyện cổ tích kinh điển năm 1812 của Anh em nhà Grimm được dựng thành phim.
- Bạch Tuyết (1916), một bộ phim câm của Famous Players-Lasky do Adolph Zukor và Daniel Frohman sản xuất , do J. Searle Dawley, và có sự tham gia của Marguerite Clark, Creighton Hale và Dorothy Cumming.
- I sette nani alla riscossa (Bảy chú lùn được giải cứu)  (1951), một bộ phim Ý dựa trên câu chuyện cổ tích.
- Lumikki ja 7 jätkää (The Bạch Tuyết and the 7 Dudes)  (1953), một bộ phim hài ca nhạc Phần Lan của đạo diễn Ville Salminen, dựa trên câu chuyện cổ tích.[7]
- Schneewittchen und die sieben Zwerge  (1955), một live-action chuyển thể từ truyện cổ tích của Đức.
- Snow White and the Seven Fellows (1955), một bộ phim Hồng Kông với sự tham gia của Chow Sze-luk, Lo Yu-kei Dirs.
- Snow White and the Three Stooges (1961), với sự tham gia của the Three Stooges với Carol Heiss trong vai Bạch Tuyết và Patricia Medina trong vai Hoàng hậu.
- Bạch Tuyết (1962), một bộ phim cổ tích Đông Đức của đạo diễn Gottfried Kolditz.
- The New Adventures of Snow White (1969), một bộ phim hài tình dục Tây Đức do Rolf Thiele đạo diễn và có sự tham gia của Marie Liljedahl, Eva Reuber-Staier và Ingrid van Bergen. Bộ phim xoay quanh ba câu chuyện cổ tích kinh điển Bạch Tuyết, Lọ Lem và Người đẹp ngủ trong rừng.
- Pamuk Prenses ve 7 Cüceler (1970), một bản live-action của Thổ Nhĩ Kỳ làm lại từ bộ phim Disney năm 1937.
- Bạch Tuyết (1987), với sự tham gia của Diana Rigg trong vai Nữ hoàng độc ác và Nicola Stapleton và Sarah Patterson đều trong vai Bạch Tuyết.
- Schneewittchen und das Geheimnis der Zwerge (1992), chuyển thể từ truyện cổ tích của Đức.
- Snow White: A Tale of Terror (1997), với sự tham gia của Sam Neill trong vai cha của Bạch Tuyết, Sigourney Weaver trong vai Nữ hoàng xấu xa và Monica Keena trong vai Bạch Tuyết.
- 7 Dwarves - Men Alone in the Wood (7 Zwerge - Männer allein im Wald)  (2004), một bộ phim hài của Đức
- Anh em nhà Grimm  (2005), một bộ phim viễn tưởng phiêu lưu của đạo diễn Terry Gilliam và có sự tham gia của Matt Damon, Heath Ledger và Lena Headey
- 7 Dwarves: The Forest Is Not Enough (7 Zwerge - Der Wald ist nicht genug)  (2006), phần tiếp theo của bộ phim Đức năm 2004 7 Dwarves – Men Alone in the Wood
- Sydney White (2007), hiện đại hóa, với sự tham gia của Amanda Bynes
- Blancanieves (2012), một bộ phim câm của Tây Ban Nha dựa trên câu chuyện cổ tích.
- Mirror Mirror (2012), với sự tham gia của Julia Roberts trong vai Nữ hoàng xấu xa Clementianna,[8] Lily Collins trong vai Bạch Tuyết, Armie Hammer trong vai Hoàng tử Andrew Alcott, và Nathan Lane trong vai Brighton, quân sư của Nữ hoàng.[9]
- Loạt phim The Huntsman :
  -  Snow White and the Huntsman (2012), với sự tham gia của Kristen Stewart, Charlize Theron, Chris Hemsworth và Sam Claflin.
  -  The Huntsman: Winter's War (2016), trong đó Bạch Tuyết là một nhân vật phụ.
- Snow White and the Seven Dwarfs , phiên bản làm lại sắp tới của phiên bản hoạt hình 1937, với sự tham gia của Rachel Zegler, Gal Gadot, và Andrew Burnap.

### Rạp hát - Hoạt hình
- Snow White (1933), còn được gọi là Betty Boop in Snow-White , một bộ phim trong loạt Betty Boop của Max Fleischer của Fleischer Studios.
- Bạch tuyết và bảy chú lùn (1937), một bộ phim hoạt hình dựa trên câu chuyện cổ tích, Adriana Caselotti lồng tiếng cho Bạch Tuyết. Nó được nhiều người biết đến là bộ phim chuyển thể hay nhất của câu chuyện, một phần nhờ nó trở thành một trong những bộ phim hoạt ảnh đầu tiên và cũng là bộ phim hoạt hình đầu tiên của Disney.
- Coal Black and de Sebben Dwarfs (1943) là một phim hoạt hình Merrie Melodies của đạo diễn Bob Clampett. Đoạn ngắn phát hành ngày 16 tháng 1 năm 1943. Tất cả chỉ là nhại lại câu chuyện cổ tích.
- Happily Ever After (1989) là một bộ phim hoạt hình âm nhạc giả tưởng của Mỹ năm 1989 do Robby London và Martha Moran viết kịch bản, John Howley đạo diễn, Filmation sản xuất.
- Snow White: The Sequel (2007) là một bộ phim hài hoạt hình dành cho người lớn của Bỉ/Pháp/Anh do Picha làm đạo diễn. Nó dựa trên câu chuyện cổ tích về nàng Bạch Tuyết và được dự định là phần tiếp theo của bộ phim hoạt hình chuyển thể kinh điển của Disney. Tuy nhiên, giống như tất cả các phim hoạt hình của Picha, bộ phim thực sự là một bộ phim hài tình dục với rất nhiều trò đùa và cảnh quan hệ tình dục ngớ ngẩn.
- The Seventh Dwarf  (2014) (tiếng Đức: Der 7bte Zwerg), là một bộ phim hoạt hình máy tính 3D của Đức, được tạo ra vào năm 2014. Phim dựa trên câu chuyện cổ tích Người đẹp ngủ trong rừng và các nhân vật trong Bạch Tuyết và bảy chú lùn.

### Trực tiếp đến video - Hoạt ảnh
- Amada Anime Series: Super Mario Bros. (1989), một bộ ba phần OVA gồm nhân vật Mario trong các câu chuyện cổ tích khác nhau.
- Snow White and the Magic Mirror (1994), do Fred Wolf Films Dublin sản xuất.
- Happily N'Ever After 2: Snow White — Another Bite @ the Apple  (2009), một bộ phim hoạt hình trực tiếp bằng máy tính của Mỹ-Đức và phần tiếp theo của Happily N'Ever After
- Charming  (2018), một bộ phim hoạt hình có Bạch Tuyết là một trong những nàng công chúa, với Avril Lavigne lồng tiếng.
- Red Shoes and the Seven Dwarfs (2019), một bộ phim hoạt hình Mỹ-Hàn dựa trên câu chuyện cổ tích, với Chloë Grace Moretz lồng tiếng.[10]

### Hoạt hình - Truyền hình
- A Snow White Christmas là một chương trình truyền hình hoạt hình Giáng sinh đặc biệt do Filmation và đài truyền hình sản xuất ngày 19 tháng 12 năm 1980, trên kênh CBS.
- Một tập phim năm 1984 của Alvin & the Chipmunks có tên Snow Wrong dựa trên câu chuyện cổ tích, với Brittany của The Chipettes trong vai Bạch Tuyết.
- Phần 7 của Garfield và Những người bạn  có một câu chuyện gồm hai phần nhại lại câu chuyện cổ tích có tên "Snow Wade và 77 chú lùn".
- Rugrats cũng đóng một vai trong câu chuyện cổ tích với Angelica Pickles trong vai Nữ hoàng. Susie Carmichael trong vai Bạch Tuyết và Tommy Pickles, Dil Pickles, Kimi Finister, Chuckie Finister, Phil, Lil DeVille và Spike the Dog trong vai Bảy chú lùn.
- RWBY (2013) là một loạt web có các nhân vật được gọi là "Weiss Schnee" và "Klein Sieben", tiếng Đức có nghĩa là "Bạch Tuyết" và "Bảy nhỏ" (tuy nhiên, không chính xác về mặt ngữ pháp, vì nó sẽ là "Weisser Schnee" và "Kleine Sieben").
- Muppet Babies (phim truyền hình năm 1984) nhại lại câu chuyện trong "Snow White and the Seven Muppets", với các em bé Muppet diễn xuất câu chuyện.
- Trong tập The Simpsons Four Great Women and a Manicure, Lisa kể về biến thể câu chuyện của chính cô ấy, với cô ấy là Bạch Tuyết.

### Trực tiếp - Truyền hình
- Faerie Tale Theater (1984) có một tập dựa trên câu chuyện cổ tích với sự tham gia của Vanessa Redgrave trong vai Nữ hoàng, Elizabeth McGovern trong vai Bạch Tuyết và Vincent Price trong vai Gương thần.
- The 10th Kingdom (2000) là một loạt phim truyền hình ngắn có nhân vật chính là Bạch Tuyết.
- Snow White: The Fairest of Them All (2001), với sự tham gia của Kristin Kreuk trong vai Bạch Tuyết và Miranda Richardson trong vai Nữ hoàng Elspeth.
- Schneewittchen (2009), một bộ phim truyền hình do Đức sản xuất với sự tham gia của Laura Berlin trong vai Bạch Tuyết.
- Blanche Neige (2009) - Phim truyền hình Pháp
- Ngày xửa ngày xưa (2011) là bộ phim truyền hình có Bạch Tuyết, Hoàng tử, con gái của họ là Emma Swan, và Nữ hoàng độc ác với tư cách là các nhân vật chính.

### Live-action - Trực tiếp đến video
- Neberte nám Princeznú  (1981) (tiếng Anh: Hãy để công chúa ở lại với chúng ta) là phiên bản hiện đại của truyện cổ tích Snowhite và bảy chú lùn, với sự tham gia của Marika Gombitová. Vở nhạc kịch do Martin Hoffmeister đạo diễn và phát hành năm 1981.
- Sonne  (2001) là một video âm nhạc cho bài hát của ban nhạc Neue Deutsche Härte Rammstein, nơi ban nhạc là những chú lùn khai thác vàng cho Bạch Tuyết.
- Grimm's Bạch Tuyết  (2012), với sự tham gia của Eliza Bennett trong vai Bạch Tuyết và Jane March trong vai Nữ hoàng xấu xa Gwendolyn.
- Snow White: A Deadly Summer  (2012) là một bộ phim kinh dị của Mỹ do David DeCoteau đạo diễn và có sự tham gia của Shanley Caswell, Maureen McCormick và Eric Roberts. Phim được phát hành DVD và tải xuống kỹ thuật số vào ngày 20 tháng 3 năm 2012

### Âm nhạc và âm thanh
- Charmed (2008), một album của Sarah Pinsker, có một bài hát tên là "Twice the Prince", trong đó Bạch Tuyết nhận ra rằng cô thích một người lùn hơn Hoàng tử.
- The Boys (2011), album phòng thu thứ ba của Girls' Generation, có một bức ảnh concept của Taeyeon lấy cảm hứng từ Bạch Tuyết.
- Hitoshizuku và Yamasankakkei là hai nhà sản xuất Vocaloid Nhật Bản đã tạo ra một bài hát có tên Genealogy of Red, White and Black (2015) dựa trên câu chuyện về nàng Bạch Tuyết với một số điểm khác biệt, bài hát có các Vocaloid Kagamine Rin/Len vàLily.
- John Finnemore's Souvenir Programme  S5E1 (2016) có một bản phác thảo hài nhại cảnh chiếc gương ma thuật.[11][12]

### Trong văn học
- Tác giả người Đức Ludwig Aurbacher đã sử dụng câu chuyện về nàng Bạch Tuyết trong câu chuyện văn học của mình Die zwei Brüder ("The Two Brothers") (1834).[13]
- Bạch Tuyết (1967), một tiểu thuyết hậu hiện đại của Donald Barthelme mô tả cuộc sống của Bạch Tuyết và các chú lùn.
- Snow White and the Seven Dwarfs  (1971), một bài thơ của Anne Sexton trong tuyển tập Transformations của cô, trong đó cô hình dung lại mười sáu câu chuyện từ Truyện cổ Grimm.[14]
- Snow White in New York  (1986), một cuốn sách ảnh của Fiona French lấy bối cảnh ở New York những năm 1920.
- "Bạch Tuyết" (1994), một truyện ngắn của James Finn Garner, từ  Politically Correct Bedtime Stories: Modern Tales For Our Life & Times.
- "Snow, Glass, Apples", một câu chuyện ngắn năm 1994 do Neil Gaiman viết, tất cả trừ câu chuyện viết lại một cách rõ ràng để biến Bạch Tuyết trở thành một thực thể giống ma cà rồng đối nghịch với Nữ hoàng, trong khi hoàng tử được ám chỉ một cách mạnh mẽ là bị chứng ái tử thi.
- Six-Gun Snow White (2013), một cuốn tiểu thuyết của Catherynne M. Valente kể lại câu chuyện của Bạch Tuyết trong bối cảnh Miền Tây hoang dã.
- Tímakistan (2013), tiểu thuyết của Andri Snær Magnason, chuyển thể từ Bạch Tuyết .
- Boy, Snow, Bird  (2014), một cuốn tiểu thuyết của Helen Oyeyemi phỏng theo câu chuyện Nàng Bạch Tuyết như một câu chuyện ngụ ngôn về chủng tộc và những ý tưởng văn hóa về vẻ đẹp.[15]
- Winter  (2015), một tiểu thuyết của Marissa Meyer dựa trên câu chuyện của Bạch Tuyết.
- Girls Made of Snow and Glass (2017), một cuốn tiểu thuyết của Melissa Bashardoust, một người theo chủ nghĩa nữ quyền, lật đổ dựa trên câu chuyện cổ tích gốc.[16]
- Sadie: An Amish Retelling of Snow White  (2018) của Sarah Price
- Shattered Snow (2019), một cuốn tiểu thuyết du hành thời gian của Rachel Huffmire, gắn kết cuộc đời của Margaretha von Waldeck và sự thể hiện của Bạch Tuyết trong Anh em nhà Grimm.
- The Princess and the Evil Queen (2019), một cuốn tiểu thuyết của Lola Andrews, kể lại câu chuyện như một câu chuyện tình đầy nhục cảm giữa Bạch Tuyết và Nữ hoàng xấu xa.

### Trong rạp hát
- Snow White and the Seven Dwarfs (1912), một vở kịch của Jessie Braham
- Snövit (1950), của Astrid Lindgren
- Câu chuyện về nàng Bạch Tuyết là một chủ đề phổ biến đối với kịch câm của Anh

### Trong truyện tranh
- The Haunt of Fear (1953) là một truyện tranh kinh dị có hình ảnh tái hiện ghê rợn của Bạch Tuyết.
- Prétear ( Prétear - Truyền thuyết mới về nàng Bạch Tuyết ) là một bộ truyện tranh (2000) và anime (2001) lấy cảm hứng từ câu chuyện về nàng Bạch Tuyết, kể về cô gái mồ côi mười sáu tuổi gặp bảy hiệp sĩ phép thuật đã thề sẽ bảo vệ cô.
- Truyện ngụ ngôn (2002), truyện tranh do Bill Willingham sáng tác, có Bạch Tuyết là nhân vật chính trong bộ truyện.
- MÄR (Märchen Awakens Romance) là một bộ truyện tranh Nhật Bản (2003) và anime (2005), một học sinh bình thường (trong thế giới thực) được đưa đến một thực tại khác với các nhân vật hơi giống các nhân vật trong truyện cổ tích, như Bạch Tuyết, Jack (trong Jack và cây đậu thần) và Dorothy trong The Wizard of Oz.
- Snow White with the Red Hair là một bộ truyện tranh (2006) và anime (2015) mở đầu bằng sự chuyển thể lỏng lẻo của câu chuyện cổ tích, với một hoàng tử độc ác theo đuổi một cô gái có mái tóc đỏ nổi bật.

### Trò chơi điện tử
- Dark Parables  (2010 – nay), một loạt trò chơi điện tử trên máy tính kể về những câu chuyện cổ tích. Bạch Tuyết xuất hiện như một nhân vật định kỳ trong một vài phần.

### Khác
- Buổi trình diễn thời trang Pucca Xuân/Hè 2011 được lấy cảm hứng từ nàng Bạch Tuyết và người mẹ kế độc ác của nàng, Nữ hoàng. Người mẫu mở màn, Stella Maxwell, mặc đồ Lolita-esque Bạch Tuyết thời hiện đại trong bộ áo hoody, váy ngắn và giày cao gót.[17] Do đi đôi giày cao chót vót, cô đã bị ngã trên sàn catwalk và làm rơi quả táo đỏ đang mang theo.[18]
- Joanne Eccles, một vận động viên môn cưỡi ngựa nhào lộn, đã giành được danh hiệu Nhà vô địch Thế giới Thể dục nhịp điệu (Nhảy cầu Quốc tế của Bordeaux) vào năm 2012. Cô diễn giải Bạch Tuyết trong phần đầu tiên của sự kiện .
- Trong loạt phim búp bê Ever After High, Bạch Tuyết có một cô con gái tên là Apple White, và Nữ hoàng có một cô con gái tên là Nữ hoàng Quạ.
- The Wolf Among Us (2013), trò chơi điện tử Telltale Games dựa trên bộ truyện tranh Fables .
- Twisted Wonderland  là một trò chơi của Disney, trong trò chơi "Pomefiore Dorm" được dựa trên Bạch Tuyết and the Seven Dwarfs.
- Trong công viên giải trí Efteling, Bạch Tuyết và những chú lùn sống trong Khu rừng cổ tích liền kề với lâu đài của mẹ chồng cô.